# New Auburn (Minnesota)
New Auburn ist eine Kleinstadt (mit dem Status „City“) im Sibley County im US-amerikanischen Bundesstaat Minnesota. Das U.S. Census Bureau hat bei der Volkszählung 2020 eine Einwohnerzahl von 411 ermittelt.

## Geografie
New Auburn liegt im mittleren Süden Minnesotas am westlichen Ufer des High Island Lake. Die geografischen Koordinaten von New Auburn sind 44°40′25″ nördlicher Breite und 94°13′47″ westlicher Länge. Die Stadt erstreckt sich über eine Fläche von 1,79 km². 
Benachbarte Orte von New Auburn sind Glencoe (14,3 km nordöstlich), Green Isle (22,8 km östlich), Arlington (18,3 km südöstlich), Gaylord (13,6 km südlich), Winthrop (25,2 km südwestlich) und Brownton (16 km nordwestlich).
Die nächstgelegenen größeren Städte sind Minneapolis (101 km ostnordöstlich), Minnesotas Hauptstadt Saint Paul (112 km in der gleichen Richtung), Rochester (199 km ostsüdöstlich), Iowas Hauptstadt Des Moines (405 km südlich), Omaha in Nebraska (508 km südsüdwestlich), Sioux Falls in South Dakota (298 km südwestlich) und Fargo in North Dakota (380 km nordwestlich).

## Verkehr
Die Minnesota State Route 22 führt in Nord-Süd-Richtung als Hauptstraße durch das Stadtgebiet von New Auburn. Alle weiteren Straßen sind untergeordnete Landstraßen, teils unbefestigte Fahrwege oder innerörtliche Verbindungsstraßen.
Mit dem Glencoe Municipal Airport befindet sich 19,7 km nordöstlich ein kleiner Flugplatz. Der nächste Großflughafen ist der Minneapolis-Saint Paul International Airport (98,6 km ostnordöstlich).

## Demografische Daten
Nach der Volkszählung im Jahr 2010 lebten in New Auburn 456 Menschen in 176 Haushalten. Die Bevölkerungsdichte betrug 254,7 Einwohner pro Quadratkilometer. In den 176 Haushalten lebten statistisch je 2,59 Personen. 
Ethnisch betrachtet setzte sich die Bevölkerung zusammen aus 91,4 Prozent Weißen sowie 6,8 Prozent aus anderen ethnischen Gruppen; 1,8 Prozent stammten von zwei oder mehr Ethnien ab. Unabhängig von der ethnischen Zugehörigkeit waren 12,5 Prozent der Bevölkerung spanischer oder lateinamerikanischer Abstammung. 
31,1 Prozent der Bevölkerung waren unter 18 Jahre alt, 60,8 Prozent waren zwischen 18 und 64 und 8,1 Prozent waren 65 Jahre oder älter. 46,9 Prozent der Bevölkerung war weiblich.

Das mittlere jährliche Einkommen eines Haushalts lag bei 42.969 USD. Das Pro-Kopf-Einkommen betrug 15.895 USD. 24,2 Prozent der Einwohner lebten unterhalb der Armutsgrenze.